# Bedford Brown

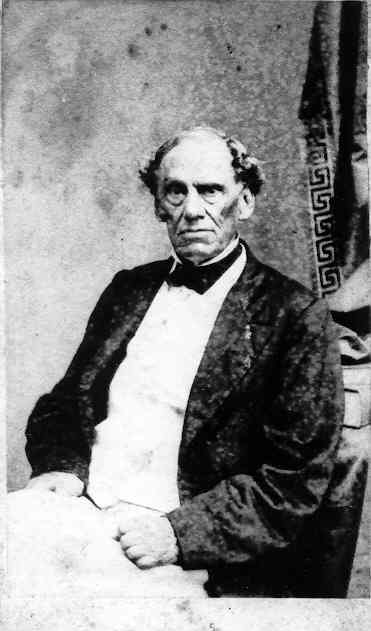
Bedford Brown

Bedford Brown (* 6. Juni 1795 im Caswell County, North Carolina; † 6. Dezember 1870 ebenda) war ein US-amerikanischer Politiker. Zwischen 1829 und 1840 vertrat er den Bundesstaat North Carolina im US-Senat.

## Werdegang
Bedford Brown studierte bis 1813 an der University of North Carolina in Chapel Hill. Nach einem anschließenden Jurastudium wurde er im Jahr 1815 als Rechtsanwalt zugelassen. Tatsächlich hat er aber nie als solcher praktiziert. Stattdessen arbeitete er als Pflanzer in der Landwirtschaft. Gleichzeitig begann er eine politische Laufbahn. In den Jahren 1815, 1816 und 1817 wurde er in das Staatsrepräsentantenhaus gewählt. Von 1828 bis 1829 saß er im Senat von North Carolina und wurde dessen Präsident. In den 1820er Jahren schloss er sich der Bewegung um den späteren Präsidenten Andrew Jackson an und wurde Mitglied der von diesem im Jahr 1828 gegründeten Demokratischen Partei.
Nach dem Rücktritt des zum Marineminister ernannten John Branch aus dem US-Senat wurde Bedford Brown zu dessen Nachfolger im Kongress gewählt. Nach einer Wiederwahl übte er dieses Mandat zwischen dem 9. Dezember 1829 und seinem Rücktritt am 16. November 1840. Der Rücktritt erfolgte aufgrund von Meinungsverschiedenheiten zwischen ihm und der Staatslegislative von North Carolina. Während seiner Zeit im US-Senat war er zwischen 1833 und 1837 Vorsitzender des Landwirtschaftsausschusses. Außerdem gehörte er zeitweise noch anderen Ausschüssen wie z. B. dem Ausschuss für Ansprüche aus der amerikanischen Revolutionszeit an. Während seiner Zeit im Kongress wurde heftig über die Politik von Präsident Jackson diskutiert. Dabei ging es um die umstrittene Durchsetzung des Indian Removal Acts, den Konflikt mit dem Staat South Carolina, der in der Nullifikationskrise gipfelte und um die Bankenpolitik des Präsidenten.
Im Jahr 1842 wurde Brown erneut in den Staatssenat von North Carolina gewählt. Im gleichen Jahr scheiterte eine Kandidatur für seine Rückkehr in den US-Senat. Anschließend lebte er einige Jahre in Missouri und Virginia, ehe er nach North Carolina zurückkehrte. Dabei war er weiterhin in der Landwirtschaft tätig. In den Jahren 1858 bis 1860 war er erneut Staatssenator in North Carolina. Im Vorfeld des Amerikanischen Bürgerkriegs war Brown zunächst gegen eine Abspaltung seines Staates von der Union. Nachdem Präsident Abraham Lincoln aber Truppen für die Union aus North Carolina anforderte, schloss sich Brown der Mehrheit seiner Landsleute an und unterstützte den Austritt seines Staates aus der Union. Im Jahr 1868 wurde er letztmals in den Staatssenat gewählt. Allerdings verweigerten ihm im Zeitalter der Reconstruction die Republikaner seinen Sitz. Er starb am 6. Dezember 1870 auf seinem Landsitz im Caswell County.